# Délégation de service public
Pour les articles homonymes, voir délégation et DSP.
 (mars 2021).
 (janvier 2017).
En France, la délégation de service public (abrégé en DSP) est une notion juridique qui recouvre l'ensemble des contrats par lesquels une personne morale de droit public soumise au code général des collectivités territoriales confie la gestion d’un service public dont elle a la responsabilité à un opérateur économique dont la rémunération est substantiellement liée au résultat d’exploitation du service. C'est une notion de droit français. La délégation de service public est un mode de gestion fréquemment utilisé pour les services publics, la collectivité pouvant également décider de gérer directement le service public (gestion en régie)[réf. souhaitée].
Les délégations de service public sont soumises à des règles d'attribution dont la violation est sanctionnée par le délit de favoritisme.

## Définition et régime juridique

### Introduction de la section
En droit, aux termes de l'article L.1410-1 du Code général des collectivités territoriales (version issue de l'ordonnance n°2018-1074 du 26 novembre 2018) : « Le présent chapitre s'applique aux contrats de concession des collectivités territoriales, de leurs groupements et de leurs établissements publics, tels que définis à l'article L. 1121-1 du code de la commande publique. Ces contrats sont passés et exécutés conformément aux dispositions du même code. »
L'article L.1121-1 du Code de la commande publique précise la nature du contrat : « Un contrat de concession est un contrat par lequel une ou plusieurs autorités concédantes soumises au présent code confient l'exécution de travaux ou la gestion d'un service à un ou plusieurs opérateurs économiques, à qui est transféré un risque lié à l'exploitation de l'ouvrage ou du service, en contrepartie soit du droit d'exploiter l'ouvrage ou le service qui fait l'objet du contrat, soit de ce droit assorti d'un prix. La part de risque transférée au concessionnaire implique une réelle exposition aux aléas du marché, de sorte que toute perte potentielle supportée par le concessionnaire ne doit pas être purement théorique ou négligeable. Le concessionnaire assume le risque d'exploitation lorsque, dans des conditions d'exploitation normales, il n'est pas assuré d'amortir les investissements ou les coûts, liés à l'exploitation de l'ouvrage ou du service, qu'il a supportés. »

### Définition de la notion de délégation de service public
L'article L.1121-3 du Code de la commande publique s'attache à préciser en quoi consiste la délégation de service public.
Il dispose, dans son alinéa 3, que : « La délégation de service public mentionnée à l'article L. 1411-1 du Code général des collectivités territoriales est une concession de services ayant pour objet un service public et conclue par une collectivité territoriale, un établissement public local, un de leurs groupements, ou plusieurs de ces personnes morales. »

### Description du régime juridique applicable à la délégation de service public
L'article L.1411-1 du Code général des collectivités territoriales, qui décrit avec précision les textes organisant le régime juridique de la délégation.
Il dispose que : « Les collectivités territoriales, leurs groupements ou leurs établissements publics peuvent confier la gestion d'un service public dont elles ont la responsabilité à un ou plusieurs opérateurs économiques par une convention de délégation de service public définie à l'article L. 1121-3 du Code de la commande publique préparée, passée et exécutée conformément à la troisième partie de ce code ».

## Formes de la délégation
Les critères cumulatifs de la délégation sont le contrat, le délégant, le délégataire, l'exploitation d'un service public, un mode de rémunération, le transfert du risque au délégataire
Il ne saurait y avoir de délégation de service public sans contrat de délégation conclu entre l'autorité délégante et le délégataire. Par extension, la dévolution au délégataire peut également se faire par l'intermédiaire d'un acte administratif unilatéral (ou investiture unilatérale).
En tout état de cause, l'acte contractuel est un acte administratif parce que répondant aux critères nécessaires : il a pour objet l'exécution d'un service public, le délégant est une personne publique, et le contrat comporte des clauses exorbitantes du droit commun.
Il ne peut y avoir de délégation unilatérale du service public qu'en application d'un texte le prévoyant expressément. Cette délégation unilatérale échappe alors au régime juridique de la délégation de service public (Conseil d'État, 3 mai 2004, Fondation Assistance aux animaux)
Le délégant est, selon la définition de l'article L.1411-1 du CGCT, une personne morale de droit public, que ce soit une collectivité territoriale ou un établissement public.
Le délégataire n'est pas obligatoirement une personne privée : il peut s'agir, outre d'une personne physique ou morale de droit privé, d'une autre personne morale de droit public, exception faite (Article L1411-12 CGCT) des entreprises publiques en situation de monopole de droit.

### Le cas spécifique des associations
Le délégataire peut également être une association, comme c'est souvent le cas dans le secteur sanitaire et social (Conseil d'État 8 juin 1994 Delrez et Tribunal administratif de Paris 5 mai 2000 Préfet de Paris).
Cependant, la limite entre la convention de subvention instituée par l'article 10 de la loi du 12 avril 2000 (L'autorité administrative et l'association sont tenues de signer une convention en cas de subvention d'un montant, fixé par décret, actuellement de 23 000 euros) et la délégation de service public est discutée au regard, surtout, du mode de rémunération de la DSP (liée au « résultat d'exploitation »). La jurisprudence et la doctrine pourraient converger, dans le cas des associations, vers la thèse de « l'association au service public d'organismes privés exerçant une activité d'intérêt public local et subventionné ».

### Le cas des Sociétés d'économie mixte
Aux termes de la loi du 7 juillet 1983, codifiée au code général des collectivités territoriales (art. L.1521-1 et suivants), une Société d'économie mixte (SEM) peut être créée pour « exploiter des services publics à caractère industriel et commercial (SPIC) ou pour toute activité d'intérêt général ».
Si la gestion d'un SPIC (assainissement des eaux, gestion des déchets, pompes funèbres, etc.) est l'objet premier des Sociétés d'économie mixte, il peut également s'agir d'un service public administratif comme la création d'une pépinière de jeunes entreprises innovantes ou d'un Palais de la musique et des congrès. La loi Sapin du 29 janvier 1993 prévoyait des dérogations concernant les SEM, mais le Conseil constitutionnel a censuré cet article au nom du principe d'égalité.
La situation est donc relativement complexe, puisqu'une société d'économie mixte peut, en étant détenue majoritairement par une collectivité, prétendre à l'attribution d'une DSP, voire être constituée ad hoc.

## Exploitation d'un service public
Le contrat de délégation confie la gestion de tout ou partie d'un service public au délégataire. Le Conseil d'État avait clairement fait état de ce principe dans un avis le 7 octobre 1986 en estimant que « le caractère administratif d'un service public n'interdit pas à la collectivité territoriale compétente d'en confier l'exécution à des personnes privées, sous réserve toutefois, que le service ne soit pas au nombre de ceux qui, par leur nature ou par la volonté du législateur, ne peuvent être assurés que par la collectivité territoriale ».
Ainsi les missions relevant directement de l'exercice de prérogatives de la puissance publique (organisation d'élections, actes d'état-civil, gestion de certaines aides, hébergement médicalisé de personnes malades, etc.) ne peuvent être l'objet d'une telle délégation.
Dans un arrêt du 15 avril 1996, dit Préfet des Bouches-du-Rhône, le Conseil d'État a distingué la délégation de service du marché public. Contrairement aux autres contrats conclus par l'État ou les collectivités territoriales, la délégation de service public échappe au cadre classique du code des marchés publics (aujourd'hui 2e partie du code de la commande publique), la rémunération du prestataire étant - dans le cadre d'un marché public - assurée par un prix versé par la collectivité. Alors que dans le cadre d'une délégation de service public le délégataire supporte une partie substantielle du risque financier de l'exploitation, ce risque est en revanche intégralement reporté sur la collectivité dans le cadre d'un marché public. C'est cette différence face aux risques encourus qui explique que la délégation de service public ne soit pas soumise au régime des marchés publics.
La délégation de service public est en revanche régie par la loi Sapin n°93-122 du 29 janvier 1993 MEEAA.htm. Celle-ci a conservé la pratique ancienne de libre discussion entre le candidat délégataire et le représentant légal de la collectivité, ou "délégant" (maire ou président d'EPCI), qui permet à ce dernier de choisir le délégataire selon sa propre intuition (par le principe jurisprudentiel de l'"intuitu personae") malgré l'avis de la commission. Cette procédure a cependant imposé de larges mesures de publicité et d'information. In fine, l'assemblée délibérante doit approuver le choix du maire ou président d'EPCI.
La convention de délégation connaît principalement trois formes (qui sont des modalités économiques, sans influence juridique sur la qualification du contrat passé) : l'affermage, la concession, la régie intéressée (sous la condition que la rémunération du gestionnaire du service, même si elle lui est versée par la collectivité, varie en fonction des résultats de sa gestion, ce qui le fait participer aux risques de l'exploitation ; dans le cas contraire le contrat sera considéré comme étant un contrat de marché public).
Elle peut aussi concerner les infrastructures de gestion de l'eau, avec des délégations de service public pour la gestion de l'eau potable ou de l'assainissement.

## Cas particuliers

### Lesport en France
Par décret du Conseil d'État, certaines fédérations sportives, agréées par le ministère de la Jeunesse et des Sports, peuvent recevoir, conformément à l'article L.131-14 du code du sport, délégation de mission de service public après avis consultatif du Comité olympique français.